# Ametrodiplosis viciae
Ametrodiplosis viciae är en tvåvingeart som beskrevs av Boris Mamaev 1961. Ametrodiplosis viciae ingår i släktet Ametrodiplosis och familjen gallmyggor. Inga underarter finns listade i Catalogue of Life.